# Педезина
Педезѝна (на италиански: Pedesina) е село и община в Северна Италия, провинция Сондрио, регион Ломбардия. Разположено е на 1032 m надморска височина. Населението на общината е 36 души (към 2010 г.).
Педезина е най-малката община в Италия по население.